# أولاد سعيد الواد
أولاد سعيد الواد هي قرية مغربية توجد بوسط المملكة. تنتمي أولاد سعيد الواد لإقليم بني ملال . تضم هذه القرية 13.618 نسمة (إحصاء 2004).